# Calabrisk fyr
Calabrisk fyr (Pinus brutia), er en art i Fyrreslægten hjemmehørende i det østlige middelhavsområde. Størstedelen af dens udbredelse er i Tyrkiet, men ses også også i det østlige Ægæiske Øer i Grækenland, Krim, Iran, Georgien, Aserbajdsjan, det nordlige Irak, det vestlige Syrien, Israel, Libanon, og Cypern. Det vokser normalt i lav højde, primært fra havoverfladen op til 600 meter, dog op til 1.200 meter i den sydlige del af sin udbredelse
Det calabriske fyr er et mellemstort træ, med en stammediameter på op til 1 meter, undtagelsesvis op til 2 meter. Barken er orange-rød, tyk og dybt sprækket ved foden af stammen, og tynde og skællet i den øvre krone. Nålene er i par, slanke, for det meste 10-16 cm lange og lysergrøn til let gullig/grøn.
Koglerne er tykke, tunge og hårde, 6-11 cm lange og 4-5 cm brede ved midten når lukket. De er grønne i starten, under modning bliver de blankt rødbrune når de er 24 måneder. De åbner langsomt over de næste år eller to til at frigive frøene. Frøene er 7-8 mm lange, med en 15-20 mm vinge, og er primært vind-spredte.

## Underarter
- Pinus brutia subsp. brutia var. brutia (typisk form; det meste af udbredelsen)
  - Pinus brutia subsp. brutia var. pityusa (Georgien og tilstødende russiske Sortehavskyst; knap adskiller sig fra den type)
  - Pinus brutia subsp. brutia var. stankewiczii (Krim; adskiller sig knap fra den typiske)
  - Pinus brutia subsp. brutia var. pendulifolia (sydlige kyst af Tyrkiet; nåle 20-29 cm, hængende)
- Pinus brutia subsp. eldarica (Aserbajdsjan; Georgien; nåle 8-14 cm, kogler 5-9 cm).

Eldarica behandles som en selvstændig art (Pinus eldarica) af nogen forfattere; den er tilpasset til et tørrere klima med et nedbørshøjdepunkt om sommeren, mens underarten brutia er tilpasset et klima med primært vinternedbør.

## Anvendelse
Det calabriske fyr er et populært dekorativt træ, hvor der oftest er plantet i parker og haver i varme tørre områder (såsom det sydlige Californien, Arizona, det sydlige Nevada og sydlige Texas i USA), hvor dens betydelig tolerence overfor varme og tørke er meget værdsat. Underarten eldarica er den mest tørketolerante form er oftest anvendt i Afghanistan og Iran. Forskellige underarter af det calabriske fyr er også ofte dyrket til at lave tømmer, både indenfor sin oprindelige udstrækning (det er det vigtigste træ i skovbrug i Tyrkiet) og andre steder i Middelhavsområdet og øst til Pakistan.